# Francisco Bustamante (músico)
Francisco Bustamante (fl. 1579 - 1608) fue un organista, compositor y maestro de capilla español.
Existen dos «Francisco Bustamante» de los que se tienen noticia, que podrían estar relacionados con este. El primero es un cantor de la capilla de música del Duque de Alba, Fernando Álvarez de Toledo y Pimentel, en Nápoles y que posteriormente, el 20 de abril de 1558 fue admitido como soprano de la Capilla pontificia. Pero es más probable que sea el mismo que aparece en el catálogo de los españoles que asistieron al Concilio de Trento bajo el papa Pío IV como «cantor». Este Bustamante permanecería desde el 18 de enero de 1562 al 4 de diciembre de 1563. junto con Pedro Martínez, de Salamanca, y Domingo Adán, de Castilla.

## Vida
Se desconoce el origen de este maestro y cuál fuera su formación musical. Las primeras noticias que se tienen de él son de su nombramiento como organista segundo y capellán de la Catedral de Palencia el 28 de marzo de 1579. La juventud del nuevo organista viene ilustrada por un comentario en las actas: «[que] tenga muy gran cuidado de estudiar y aprovecharse en tañer y tomar lecciones de Cebrián de Soto, organista [primero] desta santa iglesia». Sin embargo, pocos meses después, en noviembre, ya se le encargaba enseñar canto de órgano a uno de los infantes del coro.
El 2 de enero de 1582 se despedía del cabildo palentino para tomar el magisterio de la Colegiata de Villagarcía de Campos, donde permaneció un tiempo desconocido.
En 1604 ya era maestro de capilla de la Catedral de Coria, lo que se conoce por la documentación que existe en la Catedral de Toledo. La musicóloga Pilar Barrios Manzano lo sitúa en el magisterio de Coria entre 1593 y 1602. En ese año de 1604 Alonso Lobo dejaba el magisterio de la Catedral de Toledo para ocupar el mismo cargo en la Catedral de Sevilla, por lo que entre el 28 y 29 de julio de se examinó a Bustamante y otros cuatro candidatos en Toledo —Alonso de Tejeda, Diego de Bruceña, Juan Siscar y Lucas Tercero— y el 31 se convocó a los cantores para que diesen su opinión. Ganó Tejeda y, tras la aprobación su expediente de limpieza de sangre el 12 de noviembre, se le otorgó la plaza.
En 1605 se presentó a la oposiciones al magisterio de la Catedral de Palencia, que había quedado vacante tras el fallecimiento Bricio Gaudí. Tampoco tuvo éxito, ya que el cargo fue para Juan Vidal de Arce. Las actas no mencionan el cargo que poseía Bustamante en ese momento.
En 1605 Francisco de Bustamante fue nombrado maestro de capilla de la Catedral de Oviedo, cargo que había quedado vacante tras la partida de Domingo de Matanza a la Catedral de Lugo. Se desconoce la fecha de su partida, pero debió ser en 1608 o anterior, ya que en el año siguiente se nombraba a Villa Corta para el cargo. A partir de ese momento se pierde el rastro del compositor.

## Obra
No se conservan composiciones de este maestro.